# Concerto pour violoncelle (Honegger)
Pour les articles homonymes, voir Concerto pour violoncelle (homonymie).
Le Concerto pour violoncelle du compositeur Arthur Honegger fut composé en 1929 et est dédié au violoncelliste Maurice Maréchal qui l'a créé à Boston le 17 février 1930 sous la direction de Serge Koussevitzky.